# Xã Palmyra, Quận Knox, Indiana
Xã Palmyra (tiếng Anh: Palmyra Township) là một xã thuộc quận Knox, tiểu bang Indiana, Hoa Kỳ. Năm 2010, dân số của xã này là 1.466 người.